# Der Alte Schwede

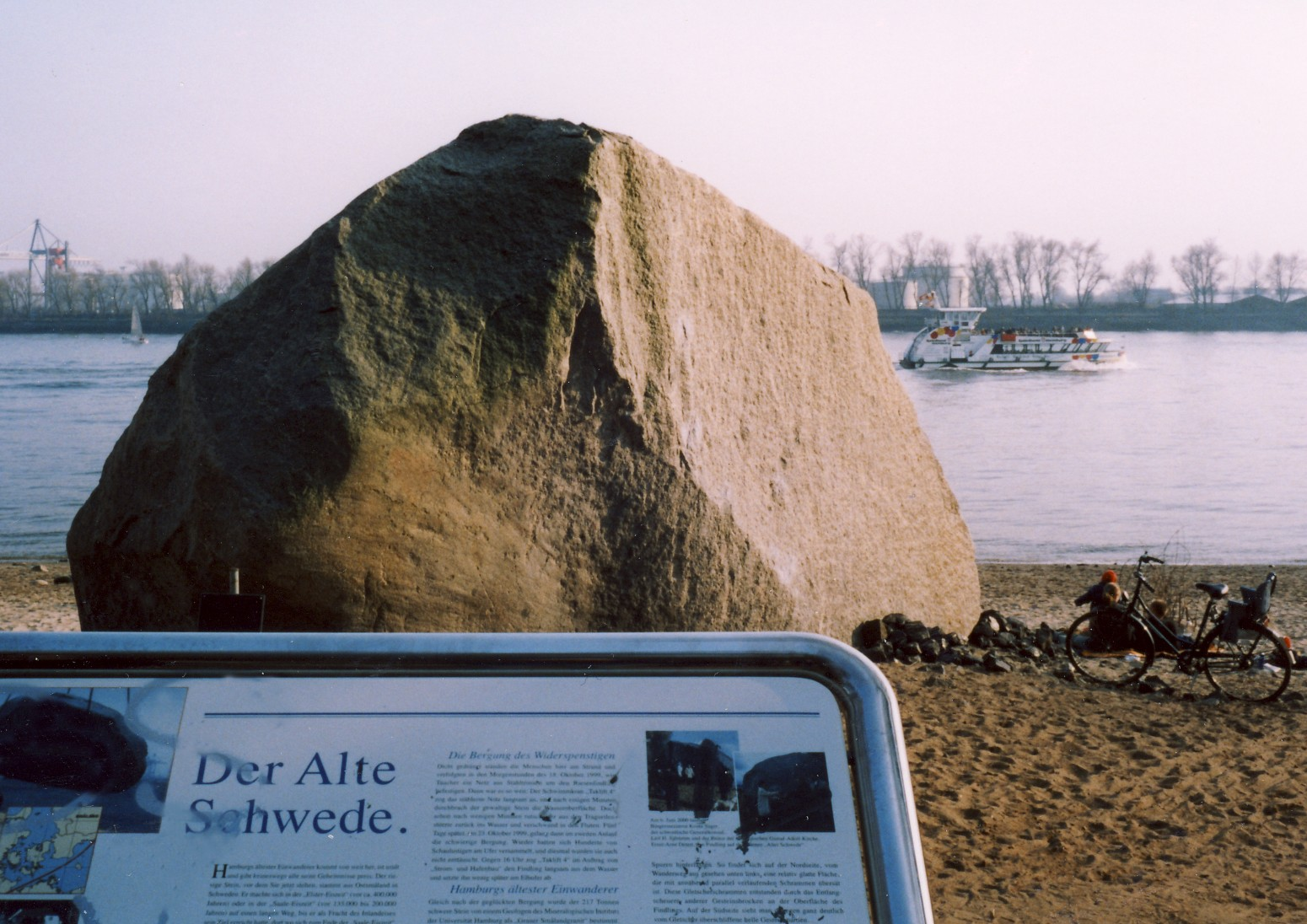
"Der Alte Schwede" 2003

"Der Alte Schwede" är ett flyttblock som hittades 1999 vid muddringsarbeten på 15 meters djup i floden Elbe nära Hamburg. Flyttblocket har en omkrets av 19,7 meter, en höjd av 4,5 meter och väger 217 ton. Det hade av inlandsisen, under Elster-istiden för 400 000 år sedan, förts ända från Småland till fyndplatsen. Därför döptes det i juni 2000 officiellt till “Der Alte Schwede”. “Alter Schwede” är ett tyskt uttryck som används för att beskriva häpnad, som ungefär “det var som fanken”. "Der Alte Schwede" är Tysklands äldsta stor-flyttblock och officiell medborgare i Hamburg.